# Yoandri Urgellés
Yoandri Urgellés, född den 28 juli 1981 i Santiago de Cuba, är en kubansk basebollspelare som tog guld för Kuba vid olympiska sommarspelen 2004 i Aten, och som även tog silver vid olympiska sommarspelen 2008 i Peking.